# Římskokatolická farnost Matějovec
Římskokatolická farnost Matějovec je územní společenství římských katolíků v rámci telčského děkanství brněnské diecéze s farním kostelem svatého Oldřicha a Linharta.

## Historie farnosti
V historických pramenech je obec poprvé zmiňována v roce 1399. Farní kostel pochází z poloviny osmnáctého století.

## Duchovní správci
Farnost spravují karmelitáni. Administrátorem excurrendo byl od 1. července 2006 P. Mgr. Serafim Jan Smejkal, OCarm. 1. března 2025 se administrátorem farnosti stal P. Mgr. Antonín Marek Příkaský, OCarm.

## Bohoslužby
| Kostel                      | Místo     | Bohoslužba (den) | Hodina | Poznámka     |
| --------------------------- | --------- | ---------------- | ------ | ------------ |
| svatého Oldřicha a Linharta | Matějovec | neděle           | 11.00  | farní kostel |

## Aktivity ve farnosti
Dnem vzájemných modliteb farností za bohoslovce a bohoslovců za farnosti brněnské diecéze je 25. listopad. Adorační den připadá na nejbližší neděli po 14. lednu.
Ve farnosti se pravidelně koná tříkrálová sbírka. V roce 2017 činil její výtěžek ve farnosti a okolí 22 865 korun.